# Entretien avec un vampire
Cet article concerne le roman. Pour le film, voir Entretien avec un vampire.
Entretien avec un vampire (titre original : Interview with the Vampire) est un roman fantastique écrit en 1976 par Anne Rice. L'édition française sortira deux ans plus tard dans une traduction du compositeur Tristan Murail. Dans ce livre, un vampire fait le récit de sa vie à un journaliste dans La Nouvelle-Orléans des années 1980. C'est le premier tome d’une série intitulée Chroniques des vampires qui fera le succès de l’auteure américaine, mais aussi qui va populariser le mythe du vampire romantique.

## Genèse de l’œuvre
L’idée d’Entretien avec un vampire repose sur une question : que ressent une créature de la nuit ? L’autrice s’est demandé ce qu’un vampire pourrait raconter sur sa « non-vie » si quelqu’un avait la chance de l’interroger. Le mode de narration s’est donc naturellement orienté vers l’interview d’un vampire par un journaliste et le titre s’est imposé de lui-même.

### Inspiration
Entretien avec un vampire est à la fois une confession et une auto-analyse de l’auteure, fillette élevée dans le giron de l'Église qui va découvrir le « monde moderne » à l’adolescence et va vivre une vie de femme douloureuse.
En 1972, sa fille Michèle, âgée de 6 ans, décède d’une leucémie. C’est notamment pour extérioriser sa douleur que l’auteure va se plonger dans l’écriture et créer le personnage de Claudia. Son fils Christopher Rice est en outre ouvertement gay, influençant un scénario implicitement homosexuel.
Son mari, Stan Rice, va lui inspirer le personnage de Lestat, avec qui il partage le même physique et la même date de naissance. Quelques années plus tard, elle révélera que ce personnage partage aussi de nombreux traits de caractère avec elle.

### Première version
À l’origine, Entretien avec un vampire est une nouvelle d'une trentaine de pages qu’Anne Rice avait entamée durant ses études, mais qu’elle n’avait jamais finie. En 1973, alors qu’elle obtient son diplôme de sciences politiques et rédactionnelles, elle décide de la retravailler et d’y exprimer la souffrance qu’elle ressent à la suite du décès de sa fille.
En cinq semaines, elle va transformer sa petite nouvelle en un roman qu’elle ne cherchera tout d'abord pas à publier. C’est Phyllis Seidel, un agent littéraire, qui vendra les droits du livre à Knopf, la maison d’édition, sans lui en parler. Elle ne l’a jamais regretté, Entretien avec un vampire s’étant vendu à plus de 8 millions d'exemplaires dans le monde entier en 2010.

### Version définitive
Une fois les droits du manuscrit vendu à Knopf, Anne Rice reprend son roman, y ajoutant le passage sur le Théâtre des Vampires qui ne faisait pas partie de la première version. Elle modifie en grande partie la fin, faisant réapparaitre Lestat, modifiant la destinée de Claudia et réadaptant la relation entre Louis et Armand.

## Résumé

### Première partie
À San Francisco, un journaliste se fait approcher une nuit par un homme se prétendant être un vampire et disposé à lui livrer l'histoire de sa vie.
Jeune propriétaire terrien vivant en Louisiane à la fin du XVIIIe siècle, Louis est un homme dépressif rongé par la culpabilité depuis la mort de son frère. Un soir, il est approché par Lestat, une puissante créature, qui le transforme en vampire. Mais Louis n’accepte pas cette nouvelle condition et refuse de tuer des humains pour survivre.
Après quelques années de vie commune sur la plantation de Louis, les deux vampires quittent la Louisiane pour échapper à une révolte d’esclaves ayant percé leur vraie nature. Ils s’installent alors à La Nouvelle-Orléans où Louis se met à imaginer sa vie loin de Lestat qu’il déteste. Ce dernier, ne voulant pas que son compagnon le quitte, transforme Claudia, une jeune enfant de cinq ans, pour que Louis reste à ses côtés.
Les trois vampires vont ainsi vivre comme une famille pendant des années, jusqu’à ce que Claudia prenne conscience que son éternel corps de fillette ne lui permettra jamais de s’accomplir en tant que femme. Elle se met alors à détester ses deux créateurs, notamment Lestat qui l'a transformée et prévoit de se débarrasser de lui afin de partir avec Louis à la recherche d’autres vampires susceptibles de leur enseigner ce que Lestat ne leur révèle pas s'agissant de leurs origines.

### Deuxième partie
Louis et Claudia décident de trouver des semblables qui pourraient leur en apprendre plus sur leurs statut et pouvoirs vampiriques. Pour commencer leur recherche, ils s'inspirent des œuvres littéraires ou scientifiques qui mentionnent de près ou de loin des créatures revenues d'entre les morts.
Ils font notamment route vers l'Europe de l'Est, berceau du plus célèbre des vampires, mais ce qu'ils trouveront ne correspondra pas tout à fait à ce qu'ils imaginaient.

### Troisième partie
Après des années d'errance à travers le monde, Claudia et Louis décident de se rendre à Paris. C'est là qu'ils vont rencontrer pour la première fois d'autres vampires tels qu'eux. Fascinés par ces créatures qu'ils ont cherchées pendant des années, Louis se laisse approcher par Armand. À la tête d'une troupe de vampires se produisant sur scène, celui-ci semble aussi captivé par le ténébreux vampire. Mais tous ces vampires ont choisi d'obéir à des règles strictes et n'apprécient pas la création d'une enfant-vampire en la personne de Claudia.
Parallèlement, Claudia fait la rencontre d'une jeune femme fabricante de poupées qui ne craint pas la vraie nature de la petite fille. Une étroite relation va se nouer entre les deux femmes, une relation qui va obliger Louis à affronter sa nature démoniaque.

### Quatrième partie
Louis retrouve le journaliste de La Nouvelle-Orléans dans la petite chambre où se termine l'interview.

## Personnages

### Louis de Pointe du Lac
Louis était un riche propriétaire terrien de Louisiane âgé de 25 ans au moment où il a été transformé en vampire en 1791. À l’époque où il a rencontré son « créateur », le jeune homme se sentait responsable de la mort de son frère, un fanatique religieux qui voulait que Louis vendît la plantation et utilisât l’argent pour répandre la bonne parole. C’est son désespoir qui a attiré Lestat, venu lui offrir l’immortalité alors qu’il souhaitait mourir.
Louis est un intellectuel captivé par la vision du monde que lui confère son état de vampire, mais qui n’accepte pas de tuer des êtres humains pour survivre.
Il consacre sa vie d’immortel à la recherche de réponses aux questions existentielles, en particulier l’existence de Dieu.
Louis est un personnage plus humain que vampire, incapable d’oublier ses passions de mortel et terrifié par énormément de choses : claustrophobie, peur de l’abandon, acrophobie, peur de ses propres pouvoirs et de sa propre liberté.
Louis est un personnage passif qu’Anne Rice a utilisé pour exprimer ses sentiments avant de le remplacer par Lestat en tant que personnage principal dans la suite des Chroniques des vampires.
« Au début, je l’aimais. Et puis, je ne sais pas. Je n’éprouve pas beaucoup de sympathie pour une personne aussi dépendante et revancharde envers les gens qui ne satisfont pas ses désirs. »

### Lestat de Lioncourt
Lestat est un jeune homme blond aux yeux gris (qui reflètent le bleu ou le violet), particulièrement séduisant, que Louis prend pour un ange lors de leur première rencontre. C’est un personnage secret qui parle peu de lui et de son ancienne vie de mortel. Aux yeux de Louis, il apparaît comme un personnage nonchalant, vulgaire et prétentieux qui n’éprouve aucun remords quant au fait de devoir tuer. D’ailleurs, il n’hésite pas à créer Claudia, une enfant-vampire, dans le seul but de garder Louis près de lui. Ses deux protégés finiront par le quitter après avoir essayé de le tuer, lassés de son attitude égoïste et manipulatrice.
Bien que ce personnage ne soit pas le personnage principal du roman, Anne Rice garde le jeune homme dans un coin de son esprit pendant plusieurs années après la sortie du livre, forgeant peu à peu son caractère, au fil de ses autres écrits. Il prendra finalement la place de Louis en tant que narrateur dans les Chroniques des vampires.

### Claudia
Claudia est une jolie petite fille de 5 ans (3 ou 4 ans dans la première version d'Entretien avec un vampire), blonde aux yeux bleus. Louis la rencontre en 1794 dans les bas-fonds de La Nouvelle-Orléans, alors qu’elle pleure sur le corps rongé par la peste de sa mère.
Claudia est la première véritable victime humaine de Louis qui n’a pas attaqué d’être humain depuis sa transformation, quatre ans auparavant.
Quand Lestat surprend Louis, il se moque de lui, mais voit aussi en la fillette le moyen de garder Louis, qui menace de partir, près de lui. Après avoir exhorté Louis à boire son sang, il fait d’elle un vampire.
Les années passent et les trois vampires vont vivre ensemble pendant soixante-cinq ans. Comme un père éduquant sa fille, chacun des deux vampires va laisser son empreinte sur la jeune fille. De Louis, Claudia va développer son goût du raffinement et de la lecture, de Lestat, son goût pour la chasse et la torture. Malgré son corps de fillette, Claudia va grandir et devenir une séductrice intelligente et pleine de rancœur pour son créateur qui l’a emprisonnée dans un corps d’enfant.
L’apparence physique de Claudia est basée sur celle de Michèle, la fille de l’autrice, morte d’une leucémie à l’âge de 5 ans. Malgré la profonde tristesse et la culpabilité que ressent Louis, Anne Rice insiste sur le fait qu’elle n’était pas consciente d’exprimer ses propres sentiments au moment de la rédaction d’Entretien avec un vampire.
« Je n’étais pas consciente de la relation. Je savais que j’utilisais le physique de Michèle comme modèle, mais Claudia était un personnage fictif. Le personnage, sa voix et les choses que Claudia dit n’ont rien à voir avec ma fille. »
Dans la première version du roman, Claudia ne mourait pas. Elle quittait Paris en compagnie de trois frères vampires, comme si Anne Rice avait voulu donner une forme immortelle à sa fille. Mais l’auteure n’était pas satisfaite et a même eu quelques problèmes psychologiques qui n’ont disparu qu’une fois la fin de l’histoire réécrite. La mort de Claudia et la souffrance de Louis étaient une expérience cathartique bien plus bénéfique à l’autrice.

### Armand
Armand est un vieux vampire transformé à l’âge de 17 ans au XVe siècle. C’est un personnage calme et posé, quasi hypnotique, qui va séduire Louis et le détourner de Claudia par son attitude détachée et emplie de sagesse.
Quand Louis et Claudia le rencontrent à Paris, il est le chef d’une troupe de vampires qui représentent la mort sur scène, pour le bonheur de quelques bourgeois en manque de sensations fortes.
Louis est attiré par la sagesse d’Armand qui prétend être le plus vieux vampire encore sur terre. Il est avide de la connaissance du vieux vampire et des informations qu’il détient sur leur nature vampirique.
Armand, lui, est intrigué par le côté passionné et torturé de Louis, en qui il voit un compagnon qui lui permettrait de s’intégrer au XIXe siècle.
Dans la première version du roman, Armand a été transformé à l’âge de 15 ans et le Théâtre des vampires n’existe pas. C’est un personnage innocent qui représente tout ce que Louis espérait. Ils voyagent ensemble à travers le monde et Armand finit même par se rallier aux convictions de son compagnon sur leur nature démoniaque, lui proposant alors de mourir à ses côtés au lever du soleil. Louis ne parvient pas à franchir le pas et décide d’adopter la façon de vivre d’Armand, chassant les âmes en peine qui ne demandent qu’à mourir.
À la fin de l’ouvrage, les deux personnages sont toujours ensemble et Louis retrouve Armand après avoir quitté la petite chambre de Divisadero Street.

### Daniel Molloy
Son nom n'est pas mentionné dans Entretien avec un vampire, mais ce personnage reviendra par la suite dans les Chroniques des vampires.
Daniel Molloy est journaliste pour une station radio de San Francisco. Il rencontre Louis dans un bar et celui-ci propose de lui raconter son histoire. D'abord sceptique, il se laisse rapidement captiver par le récit du vampire, mais ne comprend pas le désespoir de Louis.

## Adaptations

### Cinéma
Très rapidement, les droits d’adaptation du livre sont achetés par les studios Paramount, mais aucun film ne sera tourné en 10 ans. À expiration du contrat, les droits sont rachetés par Lorimar Production, groupe lui-même racheté par Warner Bros. en 1988. Le producteur David Geffen obtient les droits pour 500 000 dollars. C’est finalement Warner Bros. qui produira Entretien avec un vampire en 1994.
Réalisé par Neil Jordan, le casting rassemble Tom Cruise dans le rôle de Lestat, Brad Pitt dans celui de Louis, Kirsten Dunst joue Claudia, Antonio Banderas pour Armand et Christian Slater, qui joue le journaliste, rôle qu’il a récupéré après le décès de River Phoenix, originellement pressenti pour le film.
Anne Rice est d'abord peu enthousiasmée par ces acteurs dans les canons de beauté mais accepte d’écrire le scénario. Le film est un succès retentissant à son tour, est nommé et a remporte de nombreuses récompenses. Il relance même les ventes du roman qui se retrouve dans la liste des bestsellers.
Initialement, Anne Rice désapprouve Tom Cruise dans le rôle de Lestat auquel elle préfère Rutger Hauer. Mais une fois la version finale vue, elle ira même jusqu’à dépenser 7 740 dollars pour une double-page dans Daily Variety où elle salue la performance de Tom Cruise et s’excuse d'avoir douté de lui.

### Télévision
Le 13 mai 2020, AMC Networks annonce l'achat des droits de propriété intellectuelle englobant 18 des romans de Rice, notamment Chroniques des vampires, ainsi que la possibilité de développer des adaptations (longs métrages et séries télévisées) à partir de cet accord en mai 2021. AMC commande huit épisodes pour Entretien avec un vampire (Interview with the Vampire) en juin 2021.
Le renouvellement de la série est annoncé pour une deuxième saison de huit épisodes en septembre 2022, avant même sa première le 2 octobre 2022 sur AMC.
Une saison 3 est annoncée officiellement peu avant la fin de la diffusion de la saison 2.

### Comic
Entretien avec un vampire a été adapté en comic par l'éditeur Innovation. Douze numéros d'une trentaine de pages sont parus de 1991 à 1994.

### Manga
La même année que le film, en 1994, un manga a été publié au Japon par les éditions Chara Comics. L’auteure, Udou Shinohara, reprend toute l’histoire d’Anne Rice en un tome unique. Tout comme le film, certaines scènes ont dû être supprimées, mais l’intrigue principale suit le roman original. La mangaka s’est aussi plus arrêtée sur les relations entre vampires mâles.

### Musique
La chanson Moon Over Bourbon Street de Sting, qui fait partie de l’album The Dream of the Blue Turtles (1985), lui a été inspiré par la lecture d’Entretien avec un vampire et plus spécialement par le personnage de Louis qui l'a particulièrement intéressé à travers sa dualité .

## Influence

### De la littérature
Les auteurs qui ont influencé Anne Rice sont nombreux :
- Shakespeare que Lestat cite régulièrement et dont le comportement rappelle les héros de Macbeth, Othello ou Hamlet à Louis.
- Oscar Wilde dont le personnage original de Louis était inspiré.
- Charles Dickens, dont les péripéties du personnage de Scrooge, dans Un chant de Noël, rappellent la quête d'identité de Louis.
- Richard Matheson, en particulier la nouvelle La robe de soie blanche, publiée en 1951 et qui raconte l'histoire du point de vue d'un enfant vampire.

On trouve aussi par exemple Dante, John Milton, les sœurs Brontë ou Herman Melville.

### De l'existentialisme
L'existentialisme a permis à Anne Rice d'incorporer sa propre expérience du catholicisme à son roman. Tout comme nous nous retrouvons « condamnés » à la vie, à la liberté et au choix selon Sartre, Louis est transformé en vampire avec la même absurde brutalité que nous subissons tous. Ainsi, c'est seulement en devenant vampire qu'il devient pleinement vivant et pleinement humain.
« Je n'ai jamais vraiment su ce qu'était la vie avant qu'elle ne jaillisse en un flot rouge sur mes lèvres et sur mes mains ».
Parallèlement à Meursault, l'anti-héros de Camus dans L'Étranger, qui réalise la douceur de la vie en entendant la sentence de mort, le vampire condamné met en lumière le côté absurde de la condition humaine.

### Sur les autres
Contrairement au comte Dracula et autres successeurs qui symbolisent le mal, les vampires créés par Anne Rice sont des êtres sensibles qui aiment et souffrent comme le commun des mortels.
Les romans d’Anne Rice ont permis de définir un nouveau type de vampire : une créature romantique, qui représente maintenant le vampire du XXe et du XXIe siècle.
Anne Rice a développé une nouvelle race de vampires héros et rationalistes dont Louis de Pointe du Lac est le premier spécimen entièrement acquis à cette vision moderne du mythe.

### Homosexualité
Le livre est acclamé comme comportant des tropes LGBT implicites en raison de la sensualité homoérotique entre les personnages masculins lors des morsures et lorsque le vampire suce le sang de ses victimes, même si Anne Rice a initialement envisagé de réécrire l'histoire afin de la rendre plus hétérosexuelle. Anne Rice s'impose ensuite comme une alliée des communautés LGBT,.
En 2002, dans une interview, Anne Rice parle des personnages de Louis et Lestat comme les premiers vampires gay élevant leur fille, Claudia.